# Leart Paqarada
Leart Shukri Paqarada (Aachen, 8 de outubro de 1994) é um futebolista kosovar que atua como lateral-esquerdo. Atualmente defende o Köln. Nascido na Alemanha, representa a Seleção Kosovar em jogos oficiais, além de ter jogado pelas seleções de base da Alemanha e da Albânia.

## Carreira
Revelado na base do Werder Bremen, Paqarada jogou também pelos juniores do Bayer Leverkusen por 9 anos. Em novembro de 2012, foi promovido ao time B dos Aspirinas, fazendo sua estreia na vitória por 3 a 2 sobre o VfB Hüls, entrando como substituto de Tobias Steffen. Pelo Bayer II, o lateral-esquerdo jogou 30 partidas e marcou um gol.
Em 2014, foi contratado pelo Sandhausen, equipe da 2. Bundesliga. Relacionado pela primeira vez na partida contra o Darmstadt, estreou pelo clube no empate por 1 a 1 com o Kaiserslautern. Em 6 temporadas pelo Sandhausen, Paqarada atuou em 159 jogos (151 pela segunda divisão alemã e 8 pela Copa da Alemanha), marcando 5 gols.
Em agosto de 2020, assinou seu custos com o St. Pauli, estrando pelos Piratas 1 mês depois, dando uma assistência para o primeiro gol da equipe de Hamburgo, que terminou derrotada por 4 a 2 pelo Elversberg, sendo nomeado capitão durante a temporada 2022–23.
Em janeiro de 2023, assinou um pré-contrato de 3 anos com o Köln, se juntando aos Bodes em julho do mesmo ano.

## Carreira internacional

### Seleções de base de Alemanha e Albânia
Entre 2009 e 2011, Paqarada jogou pelas seleções Sub-16 e Sub-17 da Alemanha, fazendo 13 jogos por ambas. Em fevereiro de 2013, disputou uma partida pela seleção Sub-21 da Albânia, contra a Macedônia, que terminou empatada sem gols.

### Seleção Kosovar
Foi convocado pela primeira vez para a seleção do Kosovo em setembro de 2014, atuando como titular contra Omã na vitória por 1 a 0. 1 dias após a partida contra a Lituânia, o lateral anunciou em uma postagem no seu instagram que estava se aposentando de forma temporária da seleção alegando "degradação, desrespeito e ignorância" por parte do então treinador Bernard Challandes, garantindo que voltaria caso um novo técnico fosse anunciado.
Sua volta à seleção (agora comandada pelo francês Alain Giresse) foi em setembro de 2022, ao ser convocado para os jogos contra Irlanda do Norte e Chipre, pela Liga das Nações da UEFA C, mas não foi relacionado devido a uma lesão. 2 anos depois da última partida pelos Dardanët, Paqarada atuou como titular contra Israel, em março de 2023, pelas eliminatórias da Eurocopa de 2024.

## Vida pessoal
Filho de um casal de albaneses do Kosovo, é filho de Shukri Paqarada, que também foi jogador de futebol (atuava como goleiro)

## Títulos
1. FC Köln
- 2. Bundesliga: 2024–25